# Hunyadi-család

Hunyadi János hollós címere

A Hunyadiak' vagy Hunyadi-ház Havasalföldről származó magyar főúri család, amelynek tagjai meghatározó szereppel bírtak a középkori Magyar Királyság történelmében. A családba tartozó Hunyadi Mátyás király uralkodásával európai mércével is jelentős reneszánsz hatalommá tette a korabeli Magyarországot.

## A család eredete
Kubinyi András történészprofesszornak, a téma neves kutatójának az álláspontja szerint a család egyértelműen román eredetű:

„Ami az adatokból nyilvánvaló: a Hunyadi-család román eredetű volt. Erre utalnak az általuk használt keresztnevek, de először a későbbi kormányzót is Hunyadi Oláh Jánosnak hívták, később pedig külföldön „Walachia fehér lovagja” néven emlegették. Származásáról nincs kétség, noha mindig akadtak, akik ezt kétségbe vonták. Az azonban már bizonytalan, hogy Serbe fia Vajk milyen társadalmi rétegből és honnan jött.”

– 

A Hunyadi-család eredetéről Engel Pál professzor a következőket írta a Magyarország története 1301-1526 című egyetemi történelemtankönyvben:

„Hunyadi János kisgyermek lehetett, amikor atyja, Vojk a románok lakta Havasalföldről áttelepedett Magyarországra, és Zsigmond király udvari lovagja lett. 1409-ben örök adományul megkapta urától az erdélyi Hunyadvár (Vajdahunyad, ma Hunedoara) falut, amelyhez kisebbfajta uradalom tartozott, és ezzel annak a birtokosi rétegnek lett a tagja, amelyet korábban 'nagybirtokos köznemességnek' neveztünk.”

Radu Lupescu román történész szerint a Hunyadi-család kapcsán "valószínűleg bojárcsaládról van szó, és az sincs kizárva, hogy rokonságban állt a havasalföldi uralkodói dinasztiával, a Basarabbal." Az első havasalföldi fejedelemről így ír Katus László professzor az Európa története a középkorban című egyetemi történelemtankönyvében: "Havasalföld a 14. század első évtizedeiben szerveződött állammá a kun származású Basarab (1317-1352) vajda uralma alatt." Ebből számos történész azt a következtetést vonja le, hogy a havasalföldi románok (vlachok) vezető rétege a kései középkorban kun származású volt. Szerintük Hunyadi Vojk/Vajk neve pedig - az első román vajda, Basarab nevéhez hasonlóan - egyértelműen ótörök etimológiájú, tehát ugyancsak kun hátteret mutat.
Mátyás király történetírói római patríciuseredetet is konstruáltak a Hunyadi-családnak, amelyet az újkorban is történeti tényként kezeltek a különböző források, így például Zrínyi Miklós horvát bán is emellett foglalt állást, amint az kiderül a Mátyás király életéről való elmélkedések című művéből. Egyes 15. századi feltételezések, hitelesen nem bizonyítható történeti anekdoták szerint a család a Luxemburg-ház fattyú ága, ugyanis Zsigmond magyar király (feltételezett) ágyasa, Morzsinai Erzsébet Hunyadi János anyja. Egyébként ő is egy 14. században magyarrá lett román eredetű nemesi család sarja volt.
A család eredetétől függetlenül, Hunyadi János, Hunyadi Mátyás, és a család többi, olyan tagja, akikről adatokkal rendelkezünk, egész életükben már magyarnak vallották és tartották magukat. Csak Hunyadi Jánostól kezdődően ismert a „Hunyadi” családi név; az ő apja, Vajk és testvérei 1409-ben, Zsigmond királytól kapták meg az erdélyi Hunyadvár (Vajdahunyad, Románia) birtokát, ezért a családot egészen pontosan hunyadvári Hunyadi családnak nevezték.

### A Hunyadi-ház genetikájának meghatározása
Magyar-horvát nemzetközi kutatás keretében, a Magyarság Kutató Intézet 2021-ben a mai Horvátország területén lévő lepoglavai gótikus Pálos kolostorból csontmintákat gyűjtött az itt eltemetett Corvin János és Corvin Kristóf csontmaradványaiból genetikai összetételük meghatározása céljából. Ez a genetikai információ kulcsfontosságú Hunyadi Mátyás király maradványainak azonosításához kinek csontjai a székesfehérvári osszáriumban vannak szétszóródva. Neparáczki Endre csapata sikeresen azonosította a Hunyadi család utolsó két férfitagjának DNS-profilját új generációs szekvenálással, az archeogenetikai vizsgálatokkal a teljes genomot, a teljes örökítőanyagot sikerült leolvasni. A genetikai eredmény 2022-ben lett publikálva nyitott formátumban a legmagasabb Q1 minősítésű Heliyon nemzetközi szakfolyóiratban.
Az apa-fiú kapcsolat igazolódott a két Hunyadi leszármazott között. Corvin János és Corvin Kristóf apai Y-kromoszómája az E1b1b1a1b1a6a1c∼ (E-BY4281) haplocsoport, amely széles körben elterjedt Eurázsiában. Ez a haplocsoport az E-V13 csoportba tartozik, amely az E-M78 ág része. Az ősi mintákkal összevetve a legközelebbi genetikai egyezés a Hunyadi leszármazottak apai haplocsoportjával egy minta az Otrar-Karatau kultúrából a vaskori Kazah sztyeppéről és egy a középkori Szardíniából származó minta. A Kárpát-medencéből a legközelebbi ősi minta egyezéseket a Hunyadi család apai haplocsoportjával egy avar mintával, egy elit honfoglaló magyar mintával és a székesfehérvári királyi bazilikából származó középkori magyar nemes mintájával mutatták ki.
Corvin János a T2b mitokondriális haplocsoporthoz tartozik, anyai leszármazása Eurázsia egész területén elterjedt haplocsoport. Fia, Corvin Kristó a ritka T2c1+146 mitokondriális haplocsoportba tartozik, anyai leszármazása már a neolitikum korszakban is jelen volt a mai Magyarország területén, de a mediterrán térségben fordul elő a leggyakrabban. Mindkét anyai vonal genetikai eredete összhangban van az anyák ismert származásával.
Az genetikai elemzés kimutatta, hogy Corvin János és Kristóf ősi európai genomösszetétellel rendelkeztek. Corvin János legtöbb genomösszetevője már több ezer évvel jelen van a Kárpát-medencében, a legmagasabb számú közös genetikai összetevők az európai neolit mintákkal és a magyarországi neolit mintákkal vannak: a Körös-kultúrából (Kr.e. 6000-5500), az Alföldi Vonaldíszes Kerámia kultúrájából (Kr.e. 5500-5000), a dunántúli Lengyeli-kultúrából (Kr.e.5000-4400) vagy Bodrogkeresztúr-kultúrából (Kr.e.4000-3600) származó mintákkal. Corvin Kristóf genomjának egyezése van a horvát rézkori Vučedol kultúrából származó mintákkal, amelyet édesanyjától kapott.
A Hunyadiak genetikai azonosításával kapcsolatosan számos nyilatkozat született. Horváth-Lugossy Gábor a Magyarságkutató Intézet akkori főigazgatója, Vizi László Tamás az intézet tudományos főigazgatóhelyettese Hidán Csaba történész és Neparáczki Endre archeogenetikus szerint eldőlt az évszázados vita, azzal hogy a Hunyadi genetika ősi kárpát-medencei, az eredmények megerősítik az eddig is képviselt magyar álláspontot miszerint Hunyadi János magyar származású volt. A forrás nem tér ki arra, hogy az ősi kárpát-medencei mennyiben azonosítható a magyar származással.
A Magyarságkutató Intézet a 2022-es kutatások eredményeit a következőképpen foglalta össze (sic):

„AZAZ LEGMAGASABB GENETIKAI HASONLÓSÁGOT AZ EURÓPAI NEOLIT MINTÁKKAL (MELY NÉPEK SZINTÉN A KÁRPÁT-MEDENCÉBŐL EREDEZTETHETŐEK) ÉS AZ ŐSI MAGYARORSZÁGI NEOLIT ÉS RÉZKORI MINTÁKKAL MUTATTAK,
úgy, mint a Kőrös kultúrából (Kr.e. 6000-5500), az Alföldi Vonaldíszes Kerámia Kultúrájából (K.e. 5500-5000), a dunántúli Lengyel-kultúrából (Kr.e.5000-4400) vagy Bodrogkeresztúr-kultúrából (Kr.e.4000-3600) származó minták.”

Továbbá:

„Az azonosított haplocsoport széles Eurázsiai elterjedését támasztja alá a jelenleg leírt két legközelebbi archaikus minta is: egy a középkori Szardíniából (Marcus és mtsai. 2020.) és egy, az Otrar-Karatau kultúrához tartozó minta a vaskori kazah sztyeppéről (Gnecchi-Ruscone és mtsai. 2021).”

Ugyancsak nem szerepel a forrásban, hogy az európai neolit kori népek miért eredeztethetőek a Kárpát-medencéből, valamint az azonosított haplocsoport széles eurázsiai elterjedése mennyiben segít az etnikum meghatározásában.

## A család címere

Mátyás király címere, ezt a címert Mátyás 1470-ben helyeztette el a Nagyboldogasszony-templom déli tornyán

Román forrás szerint Mátyás nagyapjának birtoka a Holló Köve (román nyelven: Piatra Corbului) nevet viselte, és ez is kapcsolatba hozható a címerrel. A gyűrűt tartó holló már Hunyadi János címerén is látható volt: V. László magyar király oklevele szerint korábbi királyi adományként használta a család.

## A családfa
- A1. N, h: N
  - B1. Serbe (Sorba?) (†1409 előtt), h: N 
    - C1. Vajk, (*? - †1419 előtt); h: Morzsinai Erzsébet (*?- †?)
      - D1. Hunyadi János, (*1409? - †1456), kormányzó: 1446-1453, 1453-tól Beszterce grófja;[18] h: Szilágyi Erzsébet (*? - †1484)
        - E1. Hunyadi László, (*1431? - †1457)
        - E2.  Hunyadi Mátyás, (*1443- †1490), I. Mátyás, magyar király: 1458-1490; I. Mátyás, cseh király: 1469-1490, Mátyás, Ausztria főhercege: 1486-1490, 1. h: Podjebrád Katalin, (*1449 - †1464); 2. h: Aragóniai Beatrix (*1457 - †1508)
          - F1. (első feleségétől): N. (fiú) (*1464 február - †1464. február) magyar királyi herceg és trónörökös
          - F2. (ágyasától, Edelpeck Borbálától): Corvin János herceg (*1473 - †1504); h: Frangepán Beatrix (*? - †1510)
            - G1. Erzsébet (*1496 - †1508)
            - G2. Kristóf (*1499 - †1505)
            - G3. Mátyás (*1504 - †1505)

      - D2. János, (*? - †1441?)
      - D3. Vajk, (*? - †?)
      - D4. N, h: Szentgyörgyi Székely János (*? - †?)
      - D5. Klára, (*? - †), h: Dengelegi Pongrác György (*? - †?).

    - C2. Magos, (*? - †?)
    - C3. Radol („László”), (*? - †?)

  - B2. Radol (*? - †?)

### Jelölések
- * = születés
- † = elhalálozás
- h. = házasság
- 1.h., 2.h. = első házasság, második házasság
- N = ismeretlen nevű, keresztnevű

## Emlékezetük
- 2023 óta a család nevét őrzi a 161913 Hunyadi kisbolygó.[19]